# Pisuerga
El río Pisuerga es un río español, afluente del Duero, que nace en el municipio de La Pernía, situado en el norte de la provincia de Palencia y desemboca en el río Duero cerca de Geria, en la provincia de Valladolid.
Durante parte de su recorrido hace de frontera entre las provincias de Palencia y Burgos. En Alar del Rey gran parte de sus aguas son desviadas hacia el canal de Castilla, que son utilizadas para riego, fundamentalmente. Su principal afluente por la margen izquierda es el río Arlanza y por la derecha el río Carrión. El embalse de Requejada en Cervera de Pisuerga y el de Aguilar en Aguilar de Campoo son sus dos mayores embalses y se encuentran en la cabecera del río.

## Etimología
Su nombre proviene del topónimo Pisoraca (Pisóraga > Pisorga > Pisuerga), de la antiquísima y desaparecida Pisóraca, ciudad de los Turmogos, denominación de un antiguo asentamiento romano situado en lo que hoy es Herrera de Pisuerga (Palencia) donde se acantonó la Legio IIII Macedonica que acometió el sometimiento de los pueblos cántabros entre los años 19 a. C. y 40 d. C.
Según F.Villar y B.M. Prósper, en su "Vascos, celtas e indoeuropeos...", Pisoraca sería una adjetivación del nombre anterior del río, un hidrónimo prerromano duplicado, Pis-ura, río Pisa, más el sufijo adjetivador -ca, que pasaría como calificativo, y luego como nombre, a la población, y después al río.
Según F.R. Gordaliza, en su "Toponimia Palentina", vendría a significar, de (Bis= 2)Pis-ur-aga, 2 ciénagas o lugares de agua.

## Recorrido

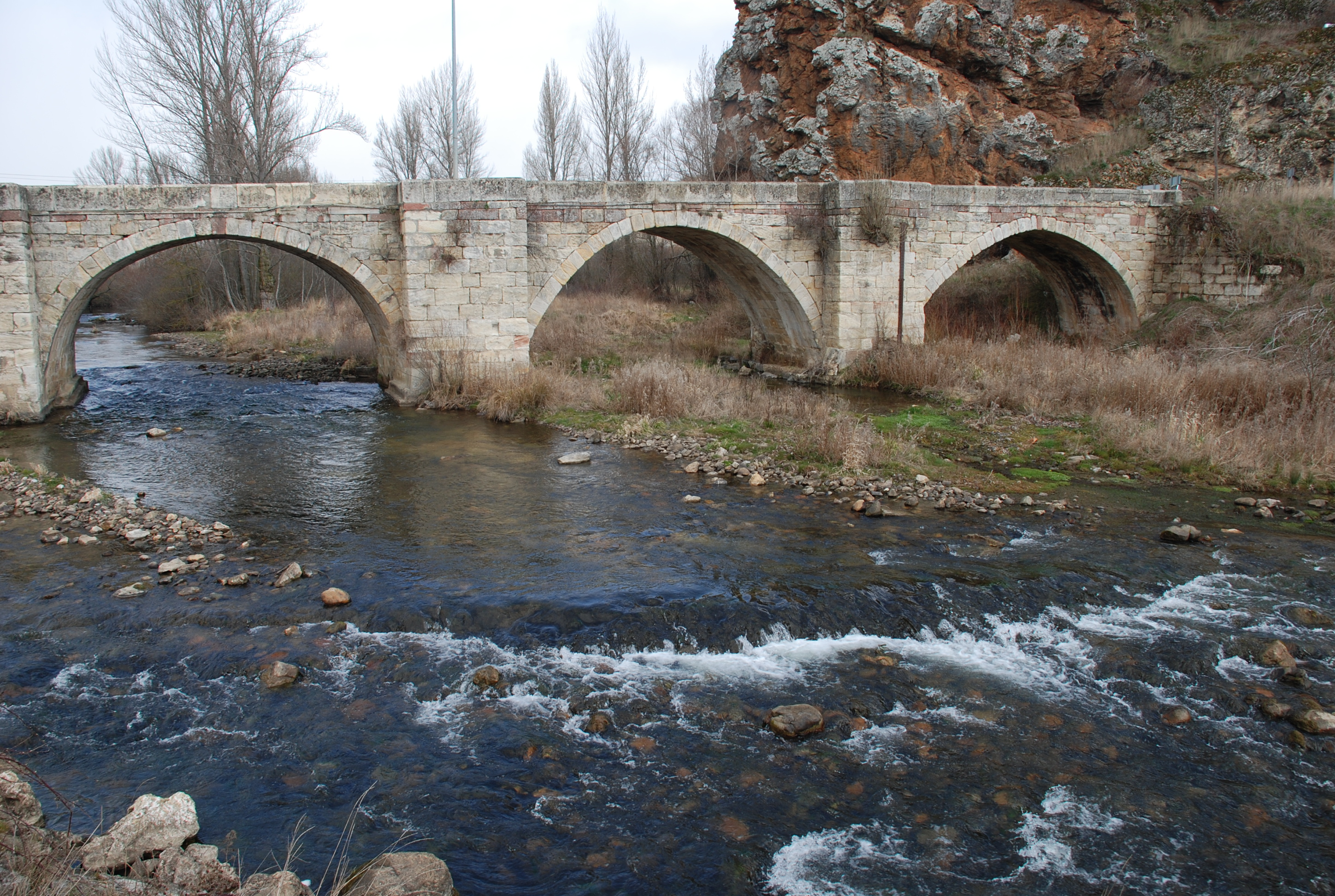
El Pisuerga bajo el puente de Cervera de Pisuerga

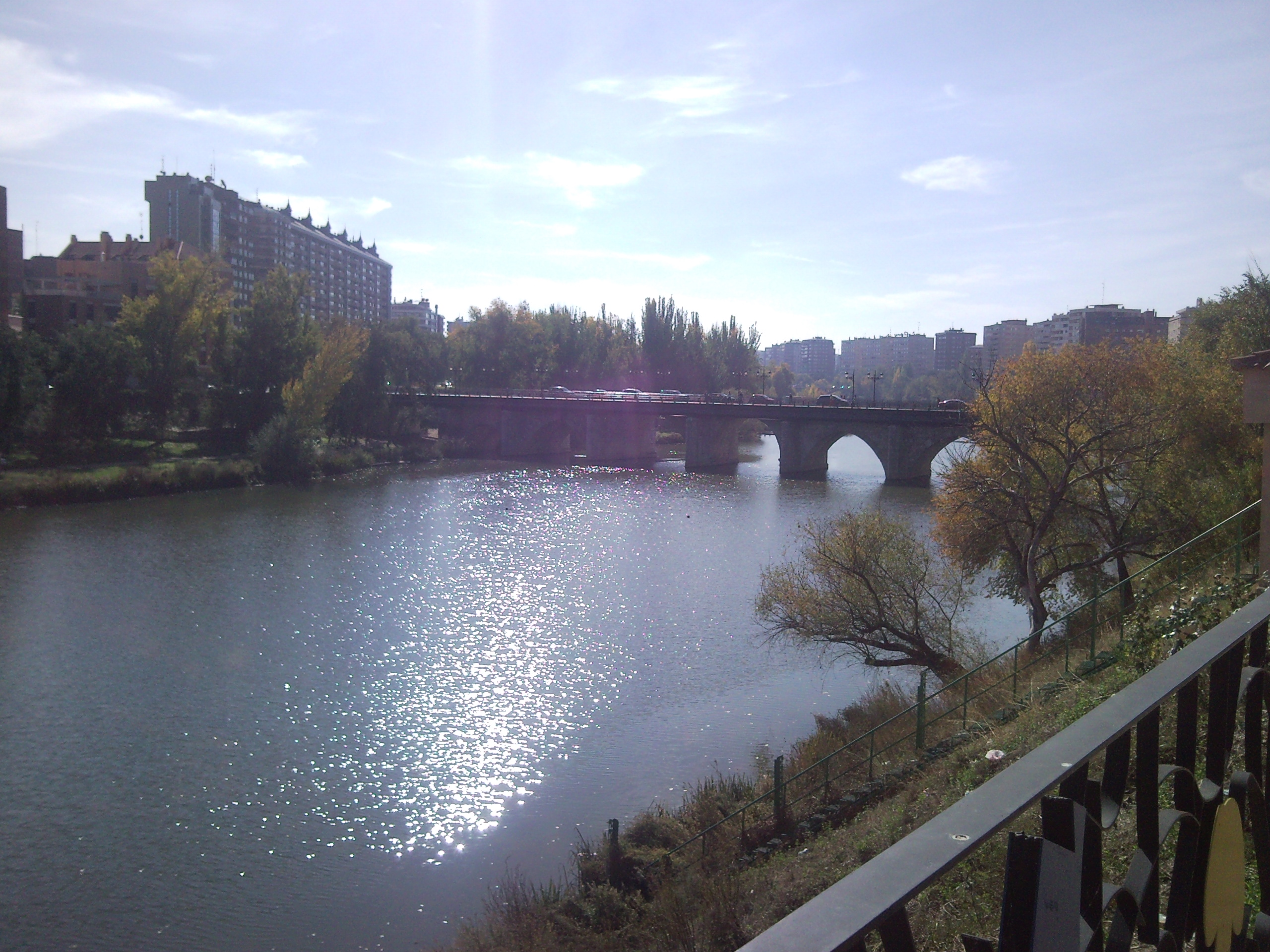
El Pisuerga en Valladolid

Tiene sus fuentes en la cuenca glaciar de Covarrés, entre el pico Valdecebollas y la sierra de Híjar, en el llamado Sel de la Fuente, cerca de Brañosera, (Palencia). El agua procedente de manantiales y el deshielo se acumula en el fondo de la cuenca, formando pequeñas lagunas y regatos que desaguan en una sima. Tras un recorrido subterráneo de 3000 metros, el caudal reaparece en la Fuente del Cobre (Cueva del Cobre). Posteriormente continúa en dirección SO, para girar al SE por Tierra de Campos.
Casi todo su recorrido lo hace en dirección norte-sur girando hacia el oeste en su tramo final. Numerosos tramos del río sirven de frontera entre las provincias de Palencia y Burgos, casi desde Aguilar de Campoo hasta casi su unión con el Arlanza. Tras atravesar Torquemada, Venta de Baños y Dueñas se adentra en la provincia de Valladolid. Baña las riberas de Valladolid y Simancas y poco después de Pesqueruela desemboca en el río Duero por su margen derecha en Geria (Valladolid).
En su desembocadura el caudal del Pisuerga es mayor que el del Duero. La longitud total del río es de 283 km. El caudal máximo registrado en la ciudad de Valladolid fue de 2340 m³/s.
Sus afluentes son: río Areños, río Lores, río Castillería, río de Resoba, río Rivera, río Vaíllo, río Camesa, río Ritobas, río Monegro, río Sauguillo, río Burejo, río Valdavia, río Vallarna, río Odra, río Arlanza, río Carrión y río Esgueva.
En su recorrido atraviesa numerosas localidades, como Santa María de Redondo, Cervera de Pisuerga, Aguilar de Campoo, Becerril del Carpio, Alar del Rey, Herrera de Pisuerga, Ventosa de Pisuerga, Olmos de Pisuerga, Naveros de Pisuerga, Lantadilla, Melgar de Yuso, Villodre, Astudillo, Villalaco, Cordovilla la Real, Torquemada, Magaz de Pisuerga, Venta de Baños, Tariego de Cerrato y Dueñas en la provincia de Palencia; Zarzosa de Río Pisuerga, Castrillo de Riopisuerga, San Llorente de la Vega y Melgar de Fernamental en la de Burgos; Valoria la Buena, Cubillas de Santa Marta, Cabezón de Pisuerga, San Martín de Valvení, Santovenia de Pisuerga, Valladolid, Arroyo de la Encomienda, Simancas y Geria en la de Valladolid.

## Historia
La peor inundación de la historia en Valladolid sucedió el 4 de febrero de 1636. La riada se llevó calles enteras y se hundieron 800 casas. El agua llegó hasta el convento de Santa Teresa, donde hay una placa que lo recuerda. 
La mayor inundación registrada en el siglo XX se dio el 3 de enero de 1962.
En el siglo XXI, de momento, la peor inundación ocurrió el 6 de marzo de 2001.